# Jean-Paul de Rome d'Ardène
Le père Jean-Paul de Rome d'Ardène, né le 25 janvier 1690 à Mane (Alpes-de-Haute-Provence) et mort le 5 décembre 1769 , au domaine d'Ardène à Saint-Michel (aujourd'hui Saint-Michel-l'Observatoire, Alpes-de-Haute-Provence) est un botaniste français.

## Famille
Jean-Paul de Rome d'Ardène est le fils d’Honoré de Rome sieur d’Ardène, commissaire des galères et inspecteur des bois et forêts de Provence, qui fit construire le Château d’Ardène en 1686 et de Antoinette Leroy, fille de Jean Leroy, conseiller du Roi et contrôleur général de la marine du Levant et des galères de France. Son frère aîné, Esprit-Jean de Rome d'Ardène (1684-1748) est un auteur et un fabuliste reconnu.

## Biographie
Adolescent, Jean-Paul de Rome d'Ardène étudie la rhétorique et la philosophie au collège de Marseille, puis il est admis à l’Oratoire d’Aix en Provence en 1708. Il fait ensuite, des études de théologie à Arles avant d'enseigner les humanités à Marseille. De santé fragile, il est rapidement déchargé de ses fonctions et en 1714, on l'autorise à se retirer et à retourner vivre sur les terres de sa famille, à Ardène. Faisant toujours partie de l'Oratoire d'Aix tout en demeurant à Ardène, il est ordonné prêtre en 1718. Il se consacre alors à la botanique et il va écrire de nombreux ouvrages sur la culture des fleurs (Traité des renoncules (1746), Traité des jacinthes (1759), ...) qui vont connaître un franc succès auprès de ses contemporains. De plus, faisant bénéficier son entourage de sa connaissance des plantes médicinales et passionné par leur étude, il publie les Lettres sur l’exercice de la médecine en 1759.
Il publie en 1767, les Œuvres posthumes de Monsieur d'Ardene, associé a l'académie des Belles-Lettres de Marseille qui sont les œuvres posthumes de son frère Esprit-Jean de Rome d'Ardène, décédé en 1748, qu'il a rassemblées et compilées.

## Publications
- Traité des Renoncules, Paris, Philippe Nicolas Lottin & Augustin Martin Lottin, 1746 (lire en ligne) (avec plusieurs planches dues à Nicolas Lesueur, dessinateur, et Benoît Audran le Jeune, graveur).
- Lettres sur l’exercice de la médecine (1759).
- Traité des jacinthes (1759) lire en ligne sur Gallica.
- Traité des tulipes (1760) lire en ligne sur Gallica (avec quelques planches dues à Pierre Duflos le Jeune).
- Traité des œillets (1762).
- Abrégés de jardinage (1767).
- Œuvres posthumes de Monsieur d'Ardene, associé a l'académie des Belles-Lettres de Marseille (1767)[9] : œuvres posthumes d'Esprit-Jean de Rome d'Ardène, rassemblées, compilées et publiées par son frère.
- l’Année Champêtre (1769).